# Via Cássia

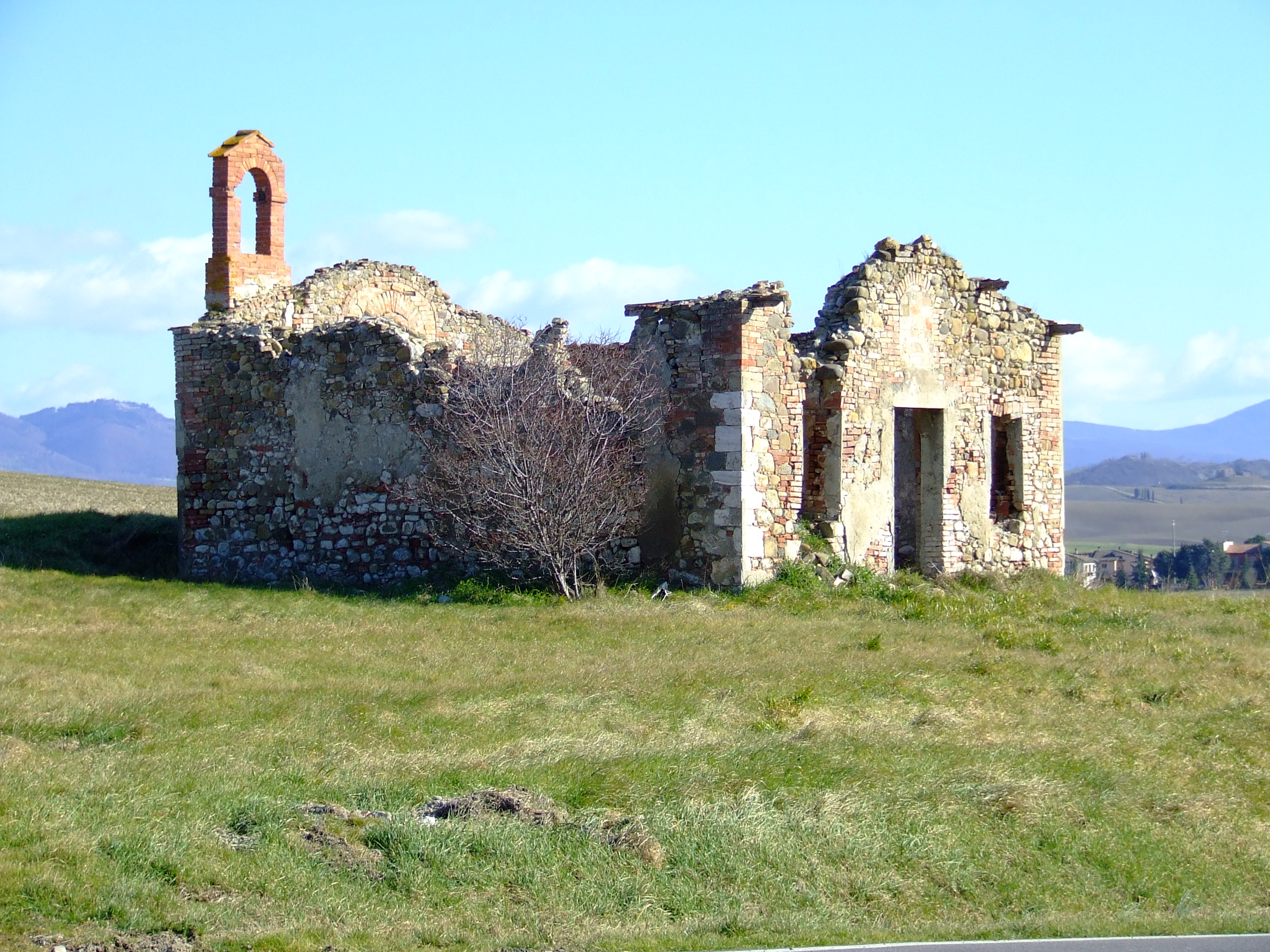
Casebre em Val d'Orcia, no percurso da Via Cassia.

A Via Cássia (em italiano e latim Via Cassia) foi uma importante estrada romana que partia de uma derivação da Via Flamínia, perto da Ponte Mílvia, nas proximidades de Roma. Passava não muito longe de Veios e atravessava a Etrúria, cruzando-se com as povoações de Bacanas, Sútrio, Volsínios, Clúsio, Arécio, Florência, Pistória, e Luca, fundindo-se com a Via Aurélia em Luni, uma antiga colónia romana.
Existem duas personalidades a quem o nome desta estrada pode estar dedicado: o censor Cássio Longino, de 154 d.C., ou o cônsul Cássio Longino de 127 d.C., com maior probabilidade para o primeiro.
A estrada, cujo percurso se mantém nos dias de hoje, atravessava um território intermédio entre a Via Aurélia,ao longo da costa tirrena, e a Via Flamínia, com a qual se podia atingir com relativa facilidade a Via Emília em direcção a Arímino (atual Rimini) e, então, seguir para o Norte da península Itálica.
O percurso tinha início na Porta Fontanale, na Muralha Serviana. O primeiro trecho era partilhado com a Via Flamínia e, passando a Ponte Mílvia, separavam-se. Por volta de 774, no seguimento da expulsão dos lombardos da Itália pelos francos, foi particularmente utilizada pelos peregrinos em direcção a Roma, altura em que se torna conhecida pelo nome Via Francígena.